# 快楽亭ブラック (初代)
初代 快楽亭 ブラック（かいらくてい ブラック、1858年12月22日〈安政5年11月18日〉 - 1923年〈大正12年〉9月19日）は、落語家、講釈師、奇術師。イギリス領オーストラリアのアデレード生まれ。国籍は初め英国、のち日本に帰化している。本名ははじめヘンリー・ジェイムズ・ブラック（Henry James Black）、帰化後の日本名は石井 貌剌屈（いしい ぶらつく）。

## 来歴

### 青い眼の落語家
先祖はスコットランド人、祖父の代までは海軍や陸軍の軍人。1865年（慶応元年）、アジア各地を巡業する歌手として来日したのち横浜居留地初の英字新聞『週刊ジャパン・ヘラルド』の記者となった父・ジョン・レディー・ブラックの後を追い、母とともに来日した。父はのちにダ・ローザの支援により『日新真事誌』という新聞を発行して明治政府の政策を盛んに批判したため、同紙は廃刊措置となり、日本を見限って上海に渡った。このころ近所にいた演説好きの堀竜太と親しくなり、自身も数度演説に立った。
18歳になっていた長男ブラックは単身日本に残る道を選び、1876年（明治9年）、奇術師三代目柳川一蝶斎の一座に雇われて西洋奇術を披露し始める。同年7月には浅草西鳥越の芳川亭と日本橋南茅場町の宮松亭において、ハール・ブラックの名で西洋手品を興行した記録が残っている。その後の2〜3年間は、一説によるとアメリカのシアトルで母と共に生活していたという。
1878年（明治11年）、再度来日。翌年春、以前から親交があった講談師2代目松林伯圓に誘われ横浜馬車道の富竹亭で政治演説に出演した記録が残っている。同年、正式に伯圓に弟子入りし、英人ブラックを名乗った。1880年（明治13年）6月11日に父が53歳で死去。
当時の芸人は政府の許可がないと寄席に出ることができなかったため、講釈師三代目伊東燕凌の仲介で外務省と掛け合い、翌1880年（明治13年）に許可を取得。以後、本格的に寄席に出演するようになった。ところが親戚や知人の猛反発に遭い、一時は廃業して英語塾を開かざるを得なかったが、結局は演芸の世界に舞い戻る。1884年（明治17年）には三遊亭圓朝・3代目三遊亭圓生らの属する三遊派に入った。

### 多種多彩の芸人
1891年（明治24年）3月より快楽亭ブラックを名乗る。その2年後の1893年（明治26年）4月に浅草猿若町菓子屋の娘・日本人女性の石井アカと結婚し婿養子となり、日本国籍を取得。本名を石井貌剌屈と改めた。この国際結婚は日本よりも祖国イギリスでの新聞が大々的に報じ話題になったが、その後離婚している。石井家より婿養子の願いが東京府に出された際、内務省よりブラックの素行調査が指示され、警視庁がそれに当たったが、「ブラックは常に男色を好み、婦女子に対しては不都合なふるまいはなく、一回り年下の高松元助なる男と夫婦同然の暮らしをしており、不品行な形跡はない」との京橋警察署長の報告により、無事入籍及び帰化が許可された。
これ以後、ブラックの八面六臂の活躍が始まる。西洋の小説を翻案した短編小説や、それをもとにした噺を書き出したのを手始めに、やがて自作の噺を創作するようにまでなり、べらんめえ調をあやつる青い眼の噺家として人気を博した。特にチャールズ・ディケンズやウィリアム・シェイクスピアの作品を翻案し、日本の聴衆に紹介した。1891年（明治24年）には、メアリー・エリザベス・ブラッドンの『雑嚢（Lady Audley's Secret）』を『薔薇娘』（『花と雑草』の題でも知られる）として翻案し、ヴィクトリア朝社会の偽善を暴きつつ、近代化する日本社会への批判的な視点も盛り込んだ。また、黒いフロックコートに黒いズボンといった黒ずくめの服装を好み、それがトレードマークとなっていた。高座で噺の最中に手品を見せてみたり、歌舞伎の舞台に端役で飛び入り出演してみたり、1896年（明治29年）には日本初とされる催眠術の実演を行ったりもしている。
1903年（明治36年）に英国グラモフォン社の録音技師フレッド・ガイズバーグが来日すると、ブラックは積極的に親しい芸人を誘って落語や浪曲、かっぽれなど諸芸を録音円盤に録音。これが日本初のレコード録音となる。音質は不鮮明ながら、4代目橘家圓喬、初代三遊亭圓右、初代三遊亭圓遊、3代目柳家小さん、浪花亭愛造、豊年斎梅坊主など明治の名人たちの貴重な肉声が残されることになった。

### 晩年
1907年（明治40年）になると人気が凋落し、落語見立で「東前頭四枚目」に落ちる。1908年（明治41年）9月23日、兵庫県西宮の恵比須座に出演中に亜砒酸で自殺未遂騒動を起こすまでになった。1914年9月からイギリスの手品雑誌「マジック・マンスリー」に日本の奇術のやり方を連載する。関東大震災の衝撃覚めやらない1923年（大正12年）9月19日、白金三光町の自宅で満64歳で死去、死因は脳卒中。遺骸は横浜外国人墓地の父の隣に埋葬された。

## 弟子
- 快楽亭ホスコ：本名は石井清吉（旧姓・大野）。養子でもある。後に奇術に転じ、松旭斎天左を名乗る。ブラックと男色関係とされるが、のちにフランス人女性と結婚[3]。
- 二代目談洲楼燕枝：駆け出しの頃一時期弟子だった。
- ほかにハレ、楽松、快柳、楽正がいた[1]。

## 作品

### 書籍
- 快楽亭ブラック口演『英國龍動劇塲土産』福島昇六速記、銀花堂、1891年8月1日。NDLJP:891255。
- 快楽亭ブラック講演『流の暁』今村次郎速記、三友舎、1891年9月18日。NDLJP:891410。
- 快楽亭ブラック訳述『薔薇娘　探偵小説』今村次郎速記、三友舎、1891年9月29日。NDLJP:891432。 ※メアリー・エリザベス・ブラッドンの『雑嚢』の翻案。『花と雑草』の題でも知られる。
- 快楽亭ブラック演述『車中の毒針　探偵小説』今村次郎速記、三友社、1891年10月19日。NDLJP:891333。
- 快楽亭ブラック講演『切なる罪』今村次郎速記、銀花堂、1891年10月21日。NDLJP:891391。
- 快楽亭ブラック講演『剣の刃渡』今村次郎速記、文錦堂、1895年7月。NDLJP:891401。
- 快楽亭ブラック口演『孤兒 英國實話』今村次郎速記、金桜堂、1896年7月29日。NDLJP:891462。 ※原作はチャールズ・ディケンズの『オリヴァー・トゥイスト』。[注釈 2]
- 快楽亭ブラック口演『神田武太郎 探偵實話』今村次郎速記、菅谷与吉、1900年9月。NDLJP:891228。
- 快楽亭ブラック 著「たばこ好き」、小島貞二 編『落語名作全集』 第5、立風書房、1968年。
- 快楽亭ブラック 著「煙草好き」、斎藤忠市郎ほか編集 編『名人名演落語全集』 第3巻、立風書房、1982年8月。
- 快楽亭ブラック 著、伊藤秀雄 編『快楽亭ブラック集』筑摩書房〈ちくま文庫 明治探偵冒険小説集 2〉、2005年5月。ISBN 4-480-42082-7。 ※『流の暁』『車中の毒針』『幻燈』『かる業武太郎』を収録。

### 録音資料
- 快楽亭ブラック (1987-10), “蕎麦屋の笑”, 明治大正夢の名人寄席, コロムビアミュージックエンタテインメント - 形態：CD 1枚、収録方式：モノラル収録、収録時間：67分16秒。
- 快楽亭ブラック (2000-2), “そば屋の笑い（落語）”, お笑い百貨事典明治時代 （文明開化の嵐を越えて）, 布目英一監修, キングレコード (発売) - 形態：録音カセット1巻 + 説明書1枚。
- 快楽亭ブラック (2000-2), “〈落語〉～そば屋の笑い”, お笑い百貨事典～明治時代 文明開化の嵐を越えて, キングレコード - 形態：CD 1枚、収録方式：モノラル収録、収録時間：49分10秒。
- 快楽亭ブラック (2000-12), “（咄）江戸東京時代の咄”, 日本吹込み事始～一九〇三年ガイズバーグ・レコーディングス, 東芝EMI - 形態：CD 1枚、収録方式：モノラル収録、収録時間：39分43秒、収録年月：1903年2月。石井ブラック名義の録音も同じ物に残っている。
- 初代快楽亭ブラック (2006-9), “滑稽咄 蕎麦屋の笑”, 昭和戦前面白落語全集 東京篇 特典盤, エニー - 形態：CD 1枚、モノラル収録。
- 快楽亭ブラック (2008-8), “蕎麦屋の笑”, 〈SP盤復刻〉芸能全集 明治・大正 寄席編, コロムビアミュージックエンタテインメント - 形態：CD 1枚、モノラル収録、収録時間：68分。

## 墓前祭
快楽亭ブラックを偲ぶ墓前祭（快楽忌）は1985年から開催されていたが、関係者の高齢化などにより2007年を最後に休止していた。没後90年にあわせて快楽亭ブラック研究会が2013年の命日である9月13日に墓前祭を復活。これを機に、再び毎年開催されるようになる。